# نئو-نئون هلدینگ
نئو-نئون هلدینگ (انگلیسی: Neo-Neon Holdings) شرکت الکترونیک چینی است، که در سال ۱۹۷۹ تأسیس شد.